# Wijken en buurten in Heumen
De Nederlandse gemeente Heumen is voor statistische doeleinden onderverdeeld in wijken en buurten. De gemeente is verdeeld in de volgende statistische wijken:
- Wijk 00 Heumen (CBS-wijkcode:025200)
- Wijk 01 Overasselt (CBS-wijkcode:025201)

Een statistische wijk kan bestaan uit meerdere buurten. Onderstaande tabel geeft de buurtindeling met kentallen volgens het Centraal Bureau voor de Statistiek (2008):
| CBS-buurtcode | Buurtnaam                                       | Inwonertal | Opp. totaal (ha) | Opp. land (ha) | Ligging                |
| ------------- | ----------------------------------------------- | ---------- | ---------------- | -------------- | ---------------------- |
| BU02520000    | Heumen                                          | 940        | 39               | 39             | Locatie in de gemeente |
| BU02520001    | Malden-West                                     | 3500       | 126              | 117            | Locatie in de gemeente |
| BU02520002    | Malden-Oost                                     | 6560       | 154              | 154            | Locatie in de gemeente |
| BU02520003    | Broekkant en Droge                              | 130        | 82               | 74             | Locatie in de gemeente |
| BU02520004    | Molenhoek                                       | 210        | 44               | 44             | Locatie in de gemeente |
| BU02520005    | Kluis                                           | 160        | 62               | 62             | Locatie in de gemeente |
| BU02520006    | Verspreide huizen Malden                        | 1560       | 322              | 315            | Locatie in de gemeente |
| BU02520007    | Verspreide huizen bosgebied ten oosten kanaal   | 10         | 637              | 637            | Locatie in de gemeente |
| BU02520008    | Verspreide huizen Heumen                        | 190        | 550              | 504            | Locatie in de gemeente |
| BU02520009    | Verspreide huizen bosgebied ten westen kanaal   | 60         | 116              | 116            | Locatie in de gemeente |
| BU02520100    | Overasselt                                      | 1680       | 74               | 74             | Locatie in de gemeente |
| BU02520101    | Nederasselt                                     | 600        | 58               | 56             | Locatie in de gemeente |
| BU02520103    | Verspreide huizen Overasseltse Broek            | 70         | 398              | 398            | Locatie in de gemeente |
| BU02520104    | Verspreide huizen Overasseltse Uiterwaarden     | 440        | 394              | 361            | Locatie in de gemeente |
| BU02520105    | Verspreide huizen Valenberg en Heide            | 180        | 439              | 422            | Locatie in de gemeente |
| BU02520106    | Verspreide huizen Nederasseltse Broek           | 20         | 151              | 151            | Locatie in de gemeente |
| BU02520107    | Verspreide huizen Worsum                        | 190        | 246              | 239            | Locatie in de gemeente |
| BU02520108    | Verspreide huizen in de polder Balgoij en Einde | 60         | 51               | 40             | Locatie in de gemeente |
| BU02520109    | Verspreide huizen Nederasseltse Uiterwaarden    | 60         | 213              | 184            | Locatie in de gemeente |